# Butiinae
Sous-tribu
Les Butiinae sont une sous-tribu de palmiers. Cette sous-Tribu est maintenant remplacée par la sous-tribu des Attaleinae.

## Liste des genres
- Butia
- Cocos
- Syagrus
- Jubaea - Cocotier du Chili
- (Lytocaryum)  (*Transféré dans le genre Syagrus [2]. )
- Parajubaea
- Allagoptera
- (Polyandrococos) (*Transféré dans le genre Allagoptera )
- Jubaeopsis

Ce groupe est donc légèrement modifié avec , en sus, Attalea, Voanioala et Beccariophoenix.